# Вазописец Несса

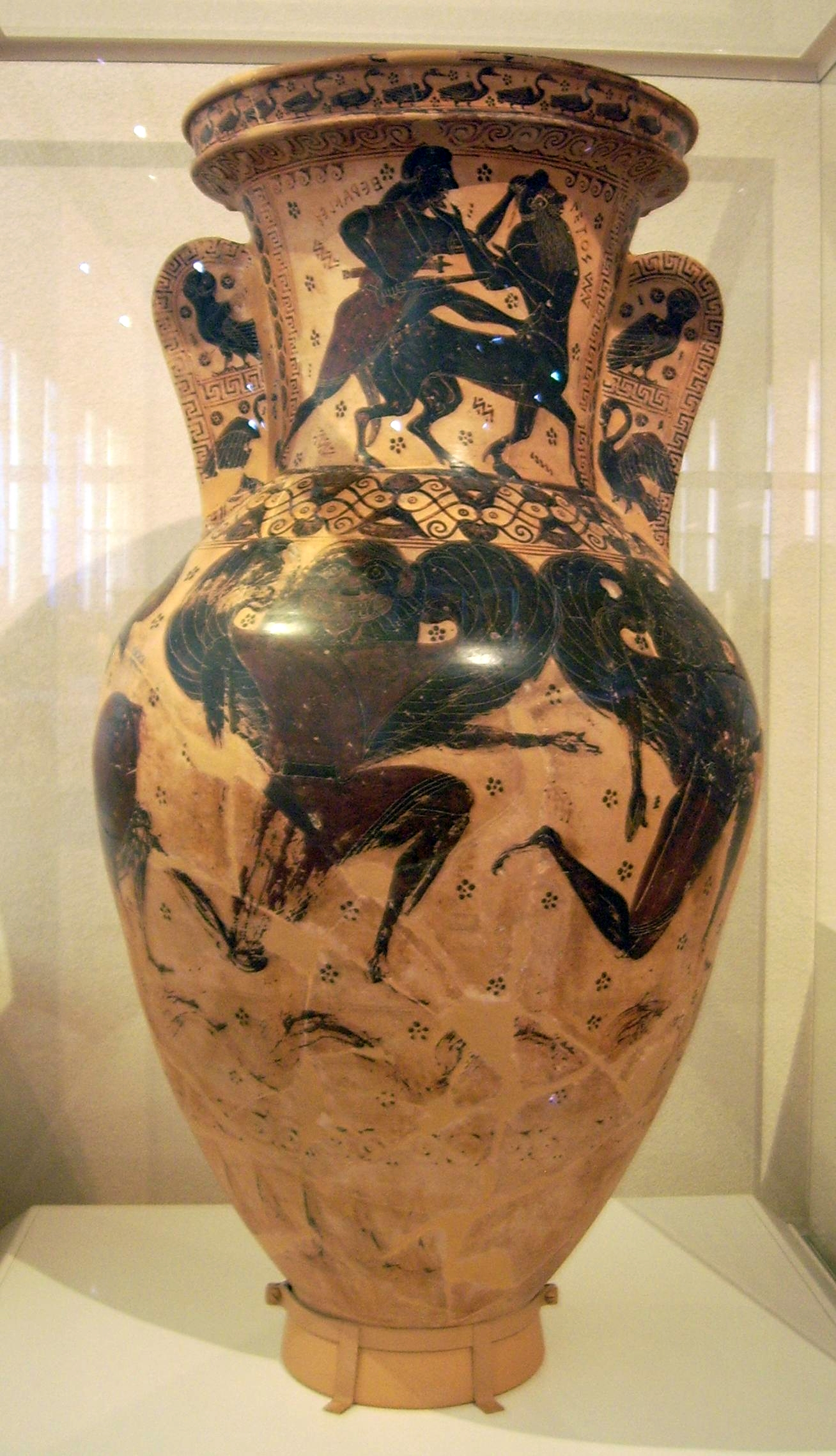
Амфора Несса, Национальный археологический музей Афин

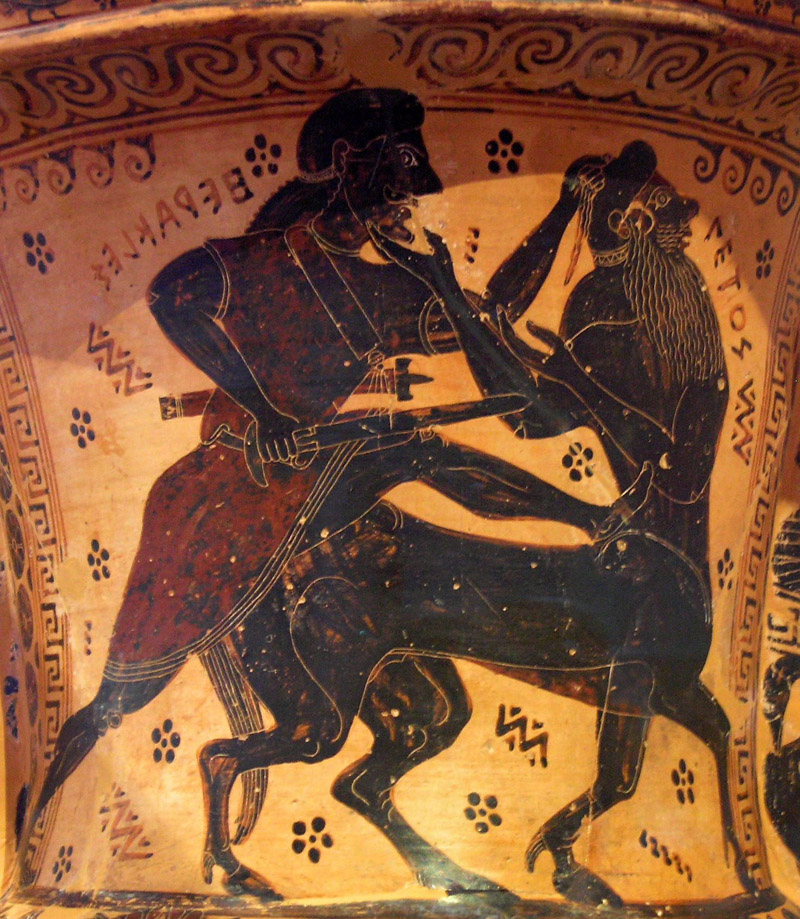
Деталь Амфоры Несса, борьба Геракла с Нессом

Вазописец Несса — анонимный греческий вазописец, первый представитель аттической чернофигурной вазописи. Считается первым афинским мастером, который, восприняв коринфский стиль, одновременно развивал собственную технику и осуществлял нововведения. Большинство известных керамических изделий вазописца Несса были найдены в погребальных местах, таких как гробницы и некрополи.

## Творчество
Самой известной работой мастера является так называемая «Амфора Несса», ныне хранящаяся в Национальном археологическом музее в Афинах, на которой изображена борьба Геракла с мифическим Нессом. Эта ваза подписана именем Νέτος, то есть Нет. Впрочем, британский археолог Джон Бизли назвал вазописца Нессом, поскольку предпочел вариант аттического диалекта имени Нет. Позже, после новых находок в Афинах и на кладбище за городом, изображения химеры были идентифицированы как работа этого художника, и сам Бизли пытался дальнейшем использовать название вазописец Химер, однако это имя так и не нашло поддержки и не вошло в общее употребление.
Ранние работы художника с использованием орнаментов, заполняющих пространство, аналогичны манере Берлинского вазописца и напоминают протокоринфский стиль. Однако своей «Амфорой Несса» он продемонстрировал новый стиль, отличный от коринфского, который на данном этапе (конец VII века до н. э.) отличался наличием свободного пространства и контурным рисованием. Это различие породило новую технику чернофигурной вазописи.
Большинство его работ приходится на последнюю четверть VII века до н. э. — период перехода от протокоринфского стиля к раннему коринфскому. Впрочем, Несс не отказался полностью от контурного рисунка, однако он представил новую остроту и новое представление формы, рисуя такие детали, как локоны, перья и т. д. Другой характерной чертой художника Несса была масштабность некоторых его работ, высота которых превышала 1 метр.
Многими исследователями вазописец Несс рассматривается как необходимое переходное звено между коринфским стилем и классической аттической вазописью. Он часто использовал красный пигмент, чтобы усилить красный цвет глины. Возможно, под влиянием египетской манеры изображения человеческих фигур, Несс выработал традицию, по которой белое лицо обозначало в живописи женщин, в то время как мужчины изображались с красным лицом. Действительно, до конца чернофигурного периода белый цвет использовался для обозначения женских фигур.